# Hugo Fidel Cázares
Hugo Fidel Cázares est un boxeur mexicain né le 24 mars 1978 à Los Mochis.

## Carrière
Il remporte la ceinture de champion du monde des mi-mouches WBO le 30 avril 2005 après sa victoire au 10e round face à Nelson Dieppa. Battu le 25 septembre 2007 par Iván Calderón, Cázares s'empare du titre régulier WBA des super mouches aux dépens de Nobuo Nashiro le 8 mai 2010 puis devient champion à part entière le 14 octobre 2010 après que Vic Darchinyan, alors super champion, a décidé de poursuivre sa carrière en poids coqs.
Il conserve son titre à Osaka le 23 décembre 2010 en battant aux points Hisatake Hiroyuki puis le 9 juillet 2011 par KO au 3e round face à Arturo Badillo mais s'incline finalement le 31 août aux points par décision partagée contre Tomonobu Shimizu.